# Mercedes-Benz SLR McLaren
Mercedes-Benz W199 SLR McLaren är en supersportbil, tillverkad av McLaren Automotive på uppdrag av biltillverkaren Mercedes-Benz mellan 2004 och 2010.

## Utökad specifikation

### Mått och vikt
- Spårvidd fram/bak: 1638/1569 mm
- Vänddiameter: 12,2 m
- Bagageutrymmets volym: 272 l
- Bagagebox, ca: 40 l
- Tillåten totalvikt:	1940 kg
- Däckdimension fram: 245/40 R 18
- Däckdimension bak: 295/35 R 18

### Motor
- Cylinderdiameter/slaglängd:	97,0/92,0 mm
- Cylindervolym: 5439 cm3
- Kompression: 8,8
- Bränsle: Bensin 98 oktan
- Hästkrafter: 625

### Prestanda
- Acceleration 0–100 km/h: 3,8 s
- Acceleration 0–200 km/h: 10,6 s
- Acceleration 0–300 km/h: 28,8 s
- Topphastighet, ca: 334 km/h
- CO2-utsläpp total: 348 g/km